# 京都市役所
京都市役所（きょうとしやくしょ）は、地方公共団体である京都市の執行機関としての事務を行う施設（役所）である。団体の長は京都市長。
本庁舎は1927年竣工。政令指定都市の市役所では一番古くからあるものである。本庁舎は2024年に国の登録有形文化財に登録する予定。

## 沿革
- 1889年 - 京都市を設置
- 1893年 - 京都府庁内に市事務掛を設置[4]
- 1898年 - 京都市役所が開庁

## 組織
2023年4月時点の市長部局等の組織は次のとおり。
- 副市長　３人
  - 都市経営戦略監
  - 企画監
  - 危機管理監 - 防災その他危機管理に関する事務を統括する
  - 産業・文化融合戦略監
  - 文化芸術政策監 - 文化芸術の振興に関する重要政策を統括する
  - デジタル化戦略監
  - 観光政策監 - 観光振興に関する重要政策を統括する
  - 木の文化・森林政策監
  - 監察監 - 服務監察及び業務監察に関する事務を統括する
  - 環境政策局 - 地球温暖化対策室、環境企画部、循環型社会推進部、適正処理施設部
  - 行財政局 - 総務部、サービス事業推進室、防災危機管理室、人事部、コンプライアンス推進室、財政室、資産イノベーション推進室、管財契約部、税務部
  - 総合企画局 - 都市経営戦略室、総合政策室、人口戦略室、市長公室、プロジェクト推進室、国際交流・共生推進室、デジタル化戦略室
  - 文化市民局 - 文化芸術都市推進室、くらし安全推進部、地域自治推進室、共生社会推進室、市民スポーツ振興室
  - 産業観光局 - 産業企画室、産業イノベーション推進室、企業誘致推進室、地域企業イノベーション推進室、クリエイティブ産業振興室、観光MICE推進室、農林振興室
  - 保健福祉局 - 保健福祉部、障害保健福祉推進室、生活福祉部、健康長寿のまち・京都推進室、医療衛生推進室
  - 子ども若者はぐくみ局 - はぐくみ創造推進室、子ども若者未来部、幼保総合支援室
  - 都市計画局 - 都市企画部、まち再生・創造推進室、都市景観部、建築指導部、公共建築部、歩くまち京都推進室、住宅室
  - 建設局 - 建設企画部、土木管理部、自転車政策推進室、道路建設部、みどり政策推進室、都市整備部
  - 区役所と支所 - それぞれに地域力推進室、区民部、保健福祉センターがあり、以下の出張所がある。
北区役所 - 小野郷出張所、中川出張所、雲ケ畑出張所
上京区役所
左京区役所 - 八瀬出張所、大原出張所、静市出張所、花背出張所、久多出張所
中京区役所
東山区役所
山科区役所
下京区役所
南区役所 - 久世出張所
右京区役所 - 高雄出張所、宕陰出張所、京北出張所
西京区役所
洛西支所
伏見区役所 - 神川出張所、淀出張所
深草支所
醍醐支所
  - 消防局 - 総務部、消防団・自主防災推進室、予防部、警防部、消防学校
  - 交通局 - 企画総務部、自動車部、高速鉄道部
  - 上下水道局 - 総務部、経営戦略室、技術監理室、水道部、下水道部
- 会計管理者 - 会計室
- 固定資産評価員

## 財政

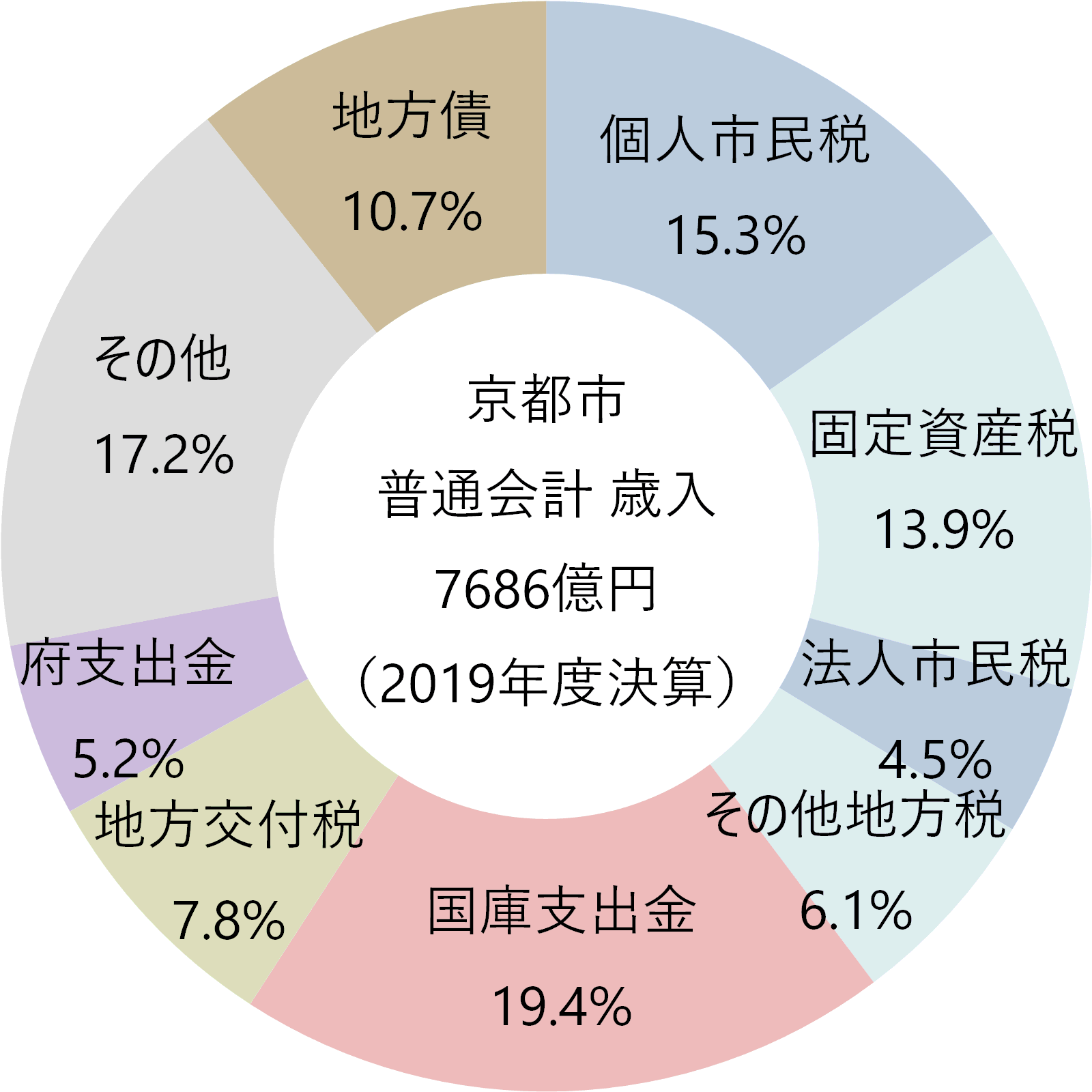
歳入内訳の構成比

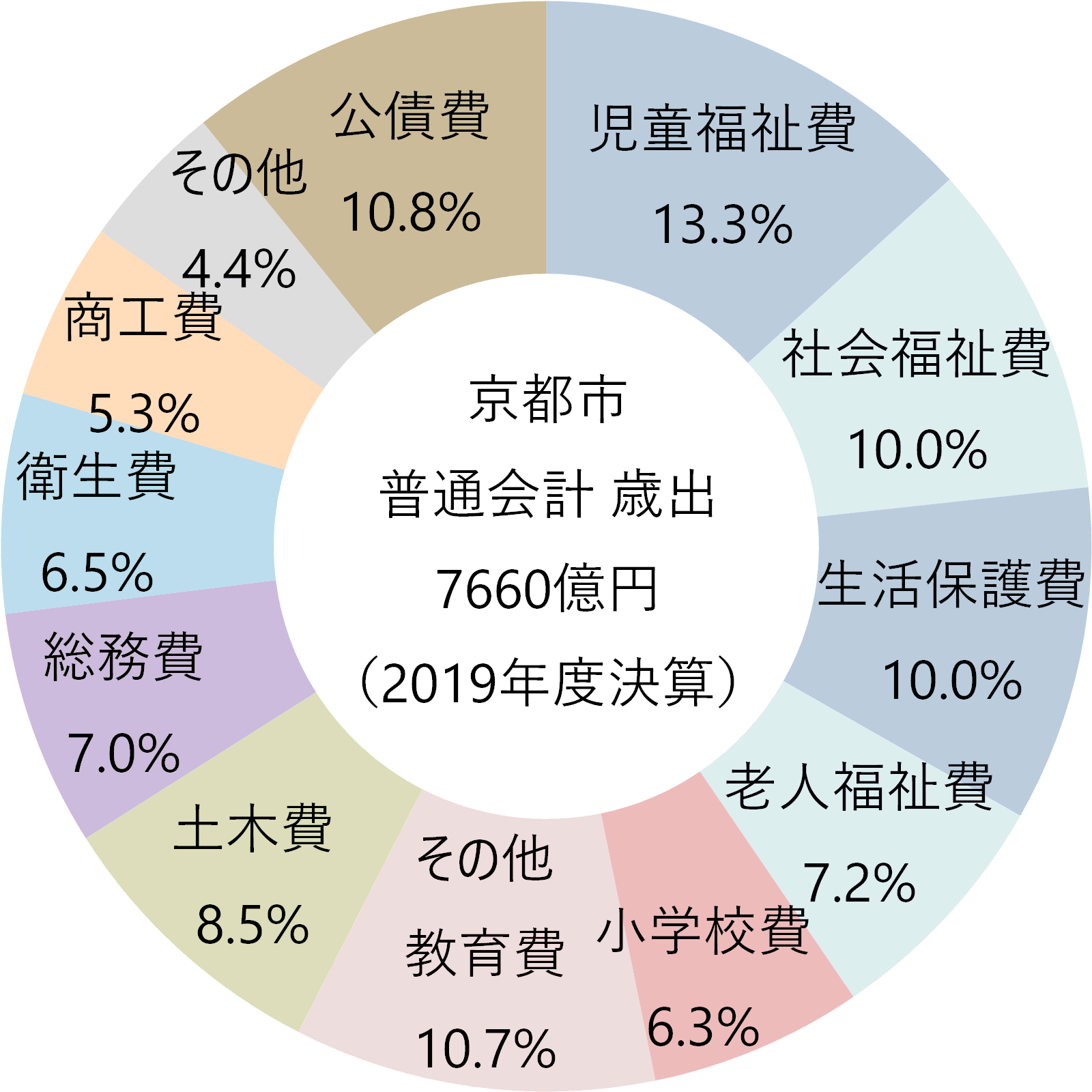
歳出内訳の構成比

2019年度の普通会計では、歳入は地方税、国庫支出金、地方債、地方交付税、京都府支出金の順に多く、歳出は民生費、教育費、公債費、土木費、総務費、衛生費、商工費の順に多い。歳出総額の22%を人件費が占める。早期健全化基準に関する指標の超過はなく、全会計の市債残高は2002年度から2.1兆円前後を推移していたが、近年は減少傾向にある。
他の政令指定都市に比べ、市民1人あたりの市税収入が少なく財政基盤が脆弱である。大学のまちであることや古い町並みが残っていることが税収面では弱みとなっている。固定資産税を徴収できるマンションが少ない、固定資産税がかからない寺社仏閣が多い、納税義務のない学生が多いなどの理由のほか、3000億円を超える債務を抱える京都市営地下鉄などの大規模投資や社会福祉・減災などの市独自施策のため、将来の借金返済に充てるための公債償還基金を計画外に取り崩して財政運営を行っていたことにより、京都市は財政難に苦しめられている。この財政難のためバス・地下鉄の敬老乗車証制度の見直しなど市民サービスのカットが行われた。

### 財政問題
京都市は20世紀末から財政状態の不健全性が指摘されてきた。要因として、少ない税収（住民税）、放漫な福祉・教育行政、市営交通の敬老パス費用や市営地下鉄建設費の増加、現状の地方税財政制度でカバーしきれない観光客や文化財への支出需要などが挙げられる。2022年時点では市職員給与のラスパイレス指数は国家公務員を下回る。また京都市の人口構成の特徴として学生である20代前半の比率が高いことが挙げられるが、学生は非労働力人口であることも影響し、総人口に占める所得割納税義務者割合は44％と政令市中で最下位レベルであることも財政悪化の原因の一つとなっている。
地方財政再建促進特別措置法の規定による財政再建団体には1956年（昭和31年）に指定されたことがあり、21世紀に入ってからは2001年（平成13年）10月に財政非常事態宣言を行っている。2008年（平成20年）7月23日に、門川大作市長（当時）は同市の都市経営戦略会議で2011年度の実質赤字比率が推計で27%に達する見通しを発表し、財政再生団体への転落を示唆したが、行財政改革により2010年度から2019年度まで黒字が続いた。
2020年（令和2年）、2028年度に財政破綻する可能性を公表し、翌年、このままでは2024年度に公債償還基金が枯渇し、財政再生団体になる恐れがあることを表明した。
最悪の場合、2026年頃には財政破綻し、財政再生団体に指定されるとする予測もあった。しかし2021年度決算と合わせて危機の回避が発表された。税収や国からの地方交付税が大幅に伸びたことから、一般財源の収支均衡を22年ぶりに達成。市長は財政破綻はしないと言明した。
他の自治体との比較では、1人当たりの債務に着目したランキングで全国の自治体のうち2021年度末にワースト7位とする例などがある。直近の政令市平均と比べた市民1人当たりの市税収入は、固定資産税・法人市民税は他都市と同水準、個人市民税で差が大きく全体としては差が縮小している。

### 決算・予算・財政指標
| 年度   | 全会計       | 全会計       | 全会計       | 全会計            | 全会計     | 全会計         |
| 年度   | 一般会計歳入 | 一般会計歳入 | 一般会計歳入 | 特別会計 歳入総額 | 地方債残高 | 地方債残高     |
| 年度   | 総額         |              |              | 特別会計 歳入総額 | 総額       | 臨時財政対策債 |
| 年度   | 総額         | 市債         | 臨財債比率   | 特別会計 歳入総額 | 総額       | 臨時財政対策債 |
| ------ | ------------ | ------------ | ------------ | ----------------- | ---------- | -------------- |
| 2004年 | 6,705        | 839          | 28%          | 7,024             | 21,343     | 835            |
| 2005年 | 6,804        | 733          | 25%          | 7,413             | 21,387     | 1,026          |
| 2006年 | 6,884        | 763          | 21%          | 7,386             | 21,360     | 1,188          |
| 2007年 | 6,774        | 780          | 19%          | 7,600             | 21,234     | 1,331          |
| 2008年 | 7,327        | 789          | 17%          | 6,708             | 21,240     | 1,454          |
| 2009年 | 7,340        | 784          | 27%          | 6,571             | 21,204     | 1,640          |
| 2010年 | 7,714        | 979          | 40%          | 5,950             | 21,423     | 1,997          |
| 2011年 | 7,535        | 825          | 50%          | 6,137             | 21,451     | 2,362          |
| 2012年 | 7,325        | 816          | 51%          | 6,891             | 21,514     | 2,728          |
| 2013年 | 7,190        | 853          | 56%          | 6,877             | 21,494     | 3,147          |
| 2014年 | 7,263        | 870          | 52%          | 6,325             | 21,502     | 3,531          |
| 2015年 | 7,305        | 858          | 45%          | 6,745             | 21,451     | 3,840          |
| 2016年 | 7,032        | 781          | 43%          | 6,561             | 21,402     | 4,083          |
| 2017年 | 7,699        | 864          | 53%          | 6,571             | 21,266     | 4,416          |
| 2018年 | 7,751        | 929          | 47%          | 6,645             | 21,318     | 4,707          |
| 2019年 | 7,728        | 814          | 41%          | 6,541             | 21,237     | 4,871          |
| 2020年 | 10,816       | 808          | 38%          | 6,198             | 21,340     | 4,985          |
| 2021年 | 10,608       | 714          | 48%          | 6,278             | 21,210     | 5,101          |
| 2022年 | 9,621        | 626          | 38%          | 6,133             | 20,926     | 5,098          |
| 2023年 | 9,657        | 541          | 29%          | 6,068             | 20,516     | 5,007          |
| 2024年 | 9,514        | 457          | 20%          | 6,211             | 20,167     | 4,854          |
| 2025年 | 9,575        | 389          | 0%           | 6,496             | 19,516     | 4,568          |

| 年度   | 基準財政 需要額 | 基準財政 収入額 | 実質公債 費比率 | 将来負担 比率 | 地方債 現在高 | 公営企業等に対する繰出金 |
| ------ | --------------- | --------------- | --------------- | ------------- | ------------- | ------------------------ |
| 2002年 | 2,986           | 1,985           |                 |               | 9,948         | 880                      |
| 2003年 | 2,804           | 1,856           |                 |               | 10,127        | 892                      |
| 2004年 | 2,772           | 1,918           |                 |               | 10,411        | 958                      |
| 2005年 | 2,858           | 1,925           |                 |               | 10,653        | 969                      |
| 2006年 | 2,835           | 2,055           |                 |               | 10,841        | 977                      |
| 2007年 | 2,766           | 2,102           | 12.9%           | 235%          | 11,038        | 966                      |
| 2008年 | 2,749           | 2,109           | 12.0%           | 240%          | 11,288        | 1,420                    |
| 2009年 | 2,669           | 2,025           | 12.7%           | 248%          | 11,488        | 894                      |
| 2010年 | 2,525           | 1,895           | 13.1%           | 235%          | 11,934        | 932                      |
| 2011年 | 2,512           | 1,892           | 13.7%           | 237%          | 12,201        | 888                      |
| 2012年 | 2,493           | 1,899           | 13.8%           | 235%          | 12,498        | 893                      |
| 2013年 | 2,434           | 1,879           | 14.0%           | 230%          | 12,648        | 880                      |
| 2014年 | 2,440           | 1,932           | 15.0%           | 229%          | 12,838        | 913                      |
| 2015年 | 2,514           | 2,033           | 15.2%           | 230%          | 13,010        | 948                      |
| 2016年 | 2,541           | 2,086           | 15.2%           | 226%          | 13,134        | 917                      |
| 2017年 | 2,956           | 2,331           | 12.8%           | 197%          | 13,212        | 903                      |
| 2018年 | 2,959           | 2,372           | 11.4%           | 191%          | 13,447        | 843                      |
| 2019年 | 3,039           | 2,459           | 10.4%           | 191%          | 13,550        | 888                      |
| 2020年 | 3,079           | 2,548           | 11.4%           | 193%          | 13,679        | 925                      |
| 2021年 | 3,142           | 2,448           | 11.8%           | 170%          | 13,581        | 1,103                    |
| 2022年 | 3,212           | 2,620           | 11.9%           | 149%          | 13,381        | 916                      |
| 2023年 | 3,321           | 2,686           | 11.8%           | 141%          | 13,311        |                          |
| 2024年 | 3,474           | 2,760           |                 |               |               |                          |

| 年度   |           |        |               |             |               |             |             |               |        |
| 年度   | 歳入 総額 |        |               |             |               | 国庫 支出金 | 地方 交付税 | 京都府 支出金 | 地方債 |
| 年度   | 歳入 総額 | 地方税 | 市民税 個人分 | 固定 資産税 | 市民税 法人分 | 国庫 支出金 | 地方 交付税 | 京都府 支出金 | 地方債 |
| ------ | --------- | ------ | ------------- | ----------- | ------------- | ----------- | ----------- | ------------- | ------ |
| 2002年 | 6,680     | 2,391  | 687           | 1,058       | 221           | 886         | 1,029       | 89            | 754    |
| 2003年 | 6,746     | 2,342  | 653           | 1,017       | 261           | 957         | 973         | 101           | 848    |
| 2004年 | 6,737     | 2,298  | 633           | 1,016       | 241           | 1,022       | 879         | 99            | 841    |
| 2005年 | 6,811     | 2,421  | 669           | 1,025       | 322           | 983         | 958         | 137           | 736    |
| 2006年 | 6,891     | 2,497  | 734           | 981         | 386           | 974         | 803         | 160           | 766    |
| 2007年 | 6,774     | 2,609  | 823           | 990         | 401           | 956         | 679         | 192           | 778    |
| 2008年 | 7,359     | 2,664  | 836           | 1,003       | 429           | 917         | 662         | 200           | 816    |
| 2009年 | 7,622     | 2,525  | 835           | 1,007       | 292           | 1,258       | 664         | 225           | 834    |
| 2010年 | 7,817     | 2,452  | 777           | 1,016       | 264           | 1,213       | 654         | 268           | 1,061  |
| 2011年 | 7,658     | 2,486  | 764           | 1,028       | 285           | 1,176       | 640         | 284           | 909    |
| 2012年 | 7,495     | 2,427  | 784           | 985         | 257           | 1,135       | 610         | 287           | 945    |
| 2013年 | 7,205     | 2,444  | 789           | 992         | 254           | 1,193       | 578         | 292           | 855    |
| 2014年 | 7,267     | 2,521  | 800           | 1,009       | 301           | 1,260       | 533         | 314           | 873    |
| 2015年 | 7,323     | 2,530  | 820           | 1,014       | 285           | 1,287       | 503         | 368           | 876    |
| 2016年 | 6,996     | 2,516  | 835           | 1,027       | 240           | 1,385       | 473         | 364           | 790    |
| 2017年 | 7,643     | 2,557  | 849           | 1,040       | 255           | 1,460       | 648         | 381           | 870    |
| 2018年 | 7,695     | 2,917  | 1,107         | 1,049       | 329           | 1,464       | 614         | 373           | 934    |
| 2019年 | 7,686     | 3,055  | 1,175         | 1,072       | 342           | 1,490       | 598         | 397           | 821    |
| 2020年 | 10,704    | 2,959  | 1,172         | 1,080       | 267           | 3,207       | 548         | 421           | 813    |
| 2021年 | 10,568    | 3,019  | 1,152         | 1,082       | 339           | 2,215       | 716         | 426           | 720    |
| 2022年 | 9,631     | 3,201  |               |             |               | 1,991       | 616         | 481           | 630    |
| 2023年 | 9,669     | 3,119  |               |             |               | 1,968       | 658         | 466           | 546    |

| 年度   |           |        |            |            |            |            |        |          |          |        |          |        |            |        |        |        |        |
| 年度   | 歳出 総額 |        |            |            |            |            |        |          |          |        |          |        |            |        |        | 商工費 | 公債費 |
| 年度   | 歳出 総額 | 民生費 | 児童福祉費 | 社会福祉費 | 生活保護費 | 老人福祉費 | 教育費 | 小学校費 | 中学校費 | 土木費 | 下水道費 | 総務費 | 総務管理費 | 衛生費 | 清掃費 | 商工費 | 公債費 |
| ------ | --------- | ------ | ---------- | ---------- | ---------- | ---------- | ------ | -------- | -------- | ------ | -------- | ------ | ---------- | ------ | ------ | ------ | ------ |
| 2002年 | 6,571     | 1,928  | 529        | 432        | 611        | 356        | 679    | 142      | 73       | 1,287  | 343      | 484    | 363        | 558    | 361    | 300    | 914    |
| 2003年 | 6,638     | 1,982  | 564        | 411        | 655        | 352        | 662    | 129      | 73       | 1,202  | 343      | 427    | 300        | 578    | 385    | 366    | 973    |
| 2004年 | 6,675     | 2,055  | 584        | 419        | 672        | 380        | 624    | 112      | 78       | 1,166  | 342      | 410    | 290        | 584    | 392    | 495    | 823    |
| 2005年 | 6,720     | 2,122  | 603        | 433        | 689        | 397        | 613    | 121      | 92       | 1,163  | 353      | 457    | 326        | 546    | 346    | 540    | 812    |
| 2006年 | 6,791     | 2,107  | 609        | 451        | 690        | 357        | 609    | 136      | 106      | 1,201  | 344      | 486    | 372        | 606    | 429    | 545    | 804    |
| 2007年 | 6,707     | 2,167  | 629        | 494        | 681        | 363        | 575    | 124      | 67       | 1,164  | 329      | 475    | 352        | 522    | 344    | 550    | 797    |
| 2008年 | 7,342     | 2,226  | 644        | 497        | 683        | 401        | 564    | 121      | 76       | 1,114  | 313      | 554    | 442        | 433    | 270    | 745    | 784    |
| 2009年 | 7,584     | 2,323  | 661        | 515        | 735        | 412        | 598    | 154      | 73       | 947    | 243      | 749    | 636        | 460    | 286    | 1,251  | 820    |
| 2010年 | 7,774     | 2,584  | 818        | 555        | 787        | 424        | 578    | 159      | 85       | 989    | 242      | 501    | 383        | 421    | 242    | 1,394  | 828    |
| 2011年 | 7,595     | 2,670  | 843        | 569        | 809        | 447        | 571    | 136      | 91       | 852    | 238      | 455    | 347        | 427    | 237    | 1,320  | 851    |
| 2012年 | 7,428     | 2,716  | 810        | 615        | 828        | 458        | 616    | 165      | 58       | 782    | 227      | 475    | 371        | 407    | 228    | 1,151  | 851    |
| 2013年 | 7,126     | 2,741  | 808        | 631        | 829        | 473        | 562    | 142      | 68       | 709    | 228      | 451    | 341        | 399    | 220    | 968    | 898    |
| 2014年 | 7,171     | 2,874  | 852        | 710        | 823        | 488        | 606    | 142      | 69       | 715    | 232      | 443    | 325        | 424    | 222    | 831    | 866    |
| 2015年 | 7,271     | 2,936  | 908        | 706        | 823        | 499        | 675    | 135      | 67       | 737    | 231      | 493    | 378        | 417    | 221    | 730    | 872    |
| 2016年 | 6,970     | 3,042  | 937        | 789        | 804        | 512        | 565    | 143      | 66       | 699    | 215      | 468    | 363        | 458    | 262    | 563    | 820    |
| 2017年 | 7,619     | 3,056  | 996        | 748        | 795        | 517        | 1,200  | 466      | 252      | 660    | 221      | 474    | 369        | 527    | 300    | 450    | 926    |
| 2018年 | 7,659     | 3,007  | 974        | 730        | 781        | 522        | 1,279  | 478      | 270      | 699    | 216      | 535    | 428        | 589    | 367    | 408    | 832    |
| 2019年 | 7,660     | 3,111  | 1,019      | 770        | 765        | 557        | 1,309  | 485      | 262      | 653    | 212      | 539    | 426        | 500    | 268    | 405    | 833    |
| 2020年 | 10,628    | 3,236  | 1,101      | 751        | 791        | 593        | 1,264  | 451      | 256      | 689    | 197      | 1,896  | 1,793      | 506    | 257    | 1,911  | 788    |
| 2021年 | 10,542    | 3,582  | 1,237      | 1,005      | 754        | 585        | 1,180  | 459      | 248      | 675    | 190      | 838    | 737        | 711    | 258    | 2,335  | 914    |
| 2022年 | 9,466     | 3,443  |            |            |            |            | 1,348  |          |          | 611    |          | 588    |            | 651    |        | 1,614  | 918    |
| 2023年 | 9,554     | 3,680  |            |            |            |            | 1,323  |          |          | 595    |          | 701    |            | 520    |        | 1,553  | 896    |

## 業務
開庁時間は次のとおりである。
- 本庁 - 月曜日から金曜日の8時45分から17時30分（祝日・年末年始を除く）
- 区役所・支所・出張所 - 月曜日から金曜日の9時から17時（祝日・年末年始を除く）

## 庁舎
耐震性の不足や老朽化、スペースの集約拡張などを理由として、本庁舎の耐震改修と西庁舎・北庁舎の建て替え、北側への分庁舎新築について、2017年5月に工事が着工された。

### 本庁舎

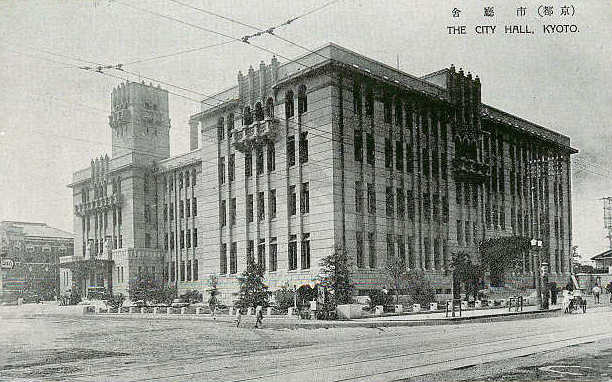
第2期工事前の本庁舎

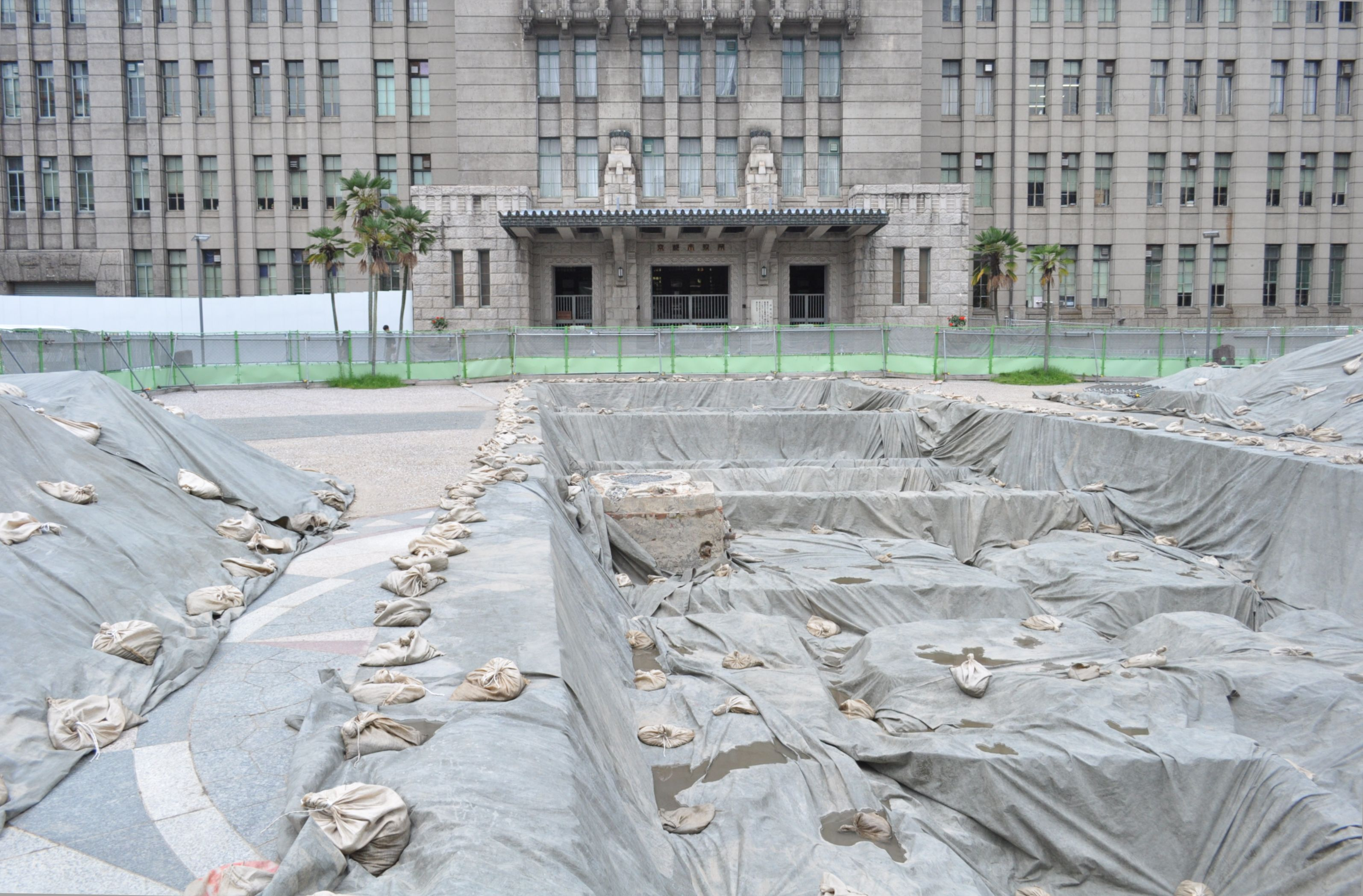
市庁舎整備計画に伴う本庁舎前広場の工事状況（2017年7月17日撮影）

現在の本庁舎は京都市会議事堂内への開庁から数えて3代目にあたる。本庁舎前の広場では度々イベントが開催される。増改築後の本庁舎は2021年9月から供用が始まった。
本庁舎第1期
竣工：1927年
構造：RC造　地上4階、地下1階建て
設計：武田五一、中野進一
本庁舎第2期
竣工：1931年
構造：RC造　地上4階、地下1階建て
設計：武田五一、中野進一

### 西庁舎
西庁舎の再整備は2019年3月に完成し、地下2階、地上4階で、延べ床面積は約3,200m2となっている。
- 竣工：1931年
- 構造：RC造　地上3階建て（4階増築部は1966年竣工）

### 北庁舎
北庁舎の再整備は2024年度に完成予定である。
北庁舎西棟
竣工：1931年
構造：RC造　地上5階、地下1階建て
北庁舎中央棟
竣工：1964年
構造：RC造　地上5階、地下1階建て
北庁舎東棟
竣工：1974年
構造：SRC造　地上8階、地下2階建て

### 分庁舎
本庁舎や北庁舎などの敷地から押小路通をはさんだ北側の敷地にある。妙満寺の跡地であり、同じ敷地内に京都市消防局の本部庁舎がある。
- 竣工：2019年6月
- 構造：S一部RC・SRC造　地上4階、地下2階建て 高さ17.88m（軒高15m）
- 敷地面積：8,770.02m2
- 建築面積：4,710m2
- 延床面積：23,930m2

### 施設周辺
- 京都市役所前駅（京都市営地下鉄東西線）
- ゼスト御池 - 地下街
- 本能寺
- 京都ホテルオークラ（旧京都ホテル）
- 日本銀行京都支店

## 関連団体
出資比率が4分の1以上である外郭団体など、京都市の主な関連団体は次の通り。
- 京都市土地開発公社 - 公有地の先行取得
- 京都産業振興センター - 京都市勧業館（みやこめっせ）の運営
- 京都市国際交流協会 - 京都市国際交流会館（kokoka）の運営
- 大学コンソーシアム京都
- 京都市埋蔵文化財研究所 - 埋蔵文化財の調査、京都市考古資料館の運営
- 京都市音楽芸術文化振興財団 - 京都市交響楽団・京都コンサートホール・ロームシアター京都の運営
- 京都市芸術文化協会 - 京都芸術センターの運営
- 京都伝統産業交流センター - 京都伝統産業ミュージアムの運営
- 京都高度技術研究所
- 京都市住宅供給公社 - 洛西ニュータウン・向島ニュータウンなど宅地の分譲・管理
- 京都市景観・まちづくりセンター - ひと・まち交流館 京都の運営
- 京都市防災協会 - 京都市市民防災センター（wikidata）の運営
- 京都地下鉄整備 - 京都市営地下鉄の保守
- 京都市生涯学習振興財団 - 京都市生涯学習総合センター（wikidata）（京都アスニー）・京都市図書館の運営
- 京都御池地下街 - ゼスト御池の運営
- 京都醍醐センター - パセオ・ダイゴローの運営
- 京都シティ開発
- 京都市森林文化協会 - 花背リゾート山村都市交流の森の運営
- 京都社会福祉協会
- 京都福祉サービス協会
- 京都市都市整備公社
- 京都市環境保全活動推進協会
- 京都市男女共同参画推進委員会
- 京都市スポーツ協会
- きょうと京北ふるさと公社
- 京都市都市緑化協会 - 梅小路公園・宝が池公園の運営
- 京都市障害者スポーツ協会
- 京都市健康づくり協会
- 京都市ユースサービス協会 - 青少年活動の推進、京都若者サポートステーションの運営
- 京都市上下水道サービス協会 - 水道設備の管理、料金督促
- 京都市立病院機構 - 京都市立病院・京都市立京北病院の運営
- 京都市立芸術大学

## 自治体間連携
京都市独自の取組として次に挙げるような自治体間の連携組織に参加している。
- 世界歴史都市連盟 - 1994年に参加し、事務局を担当する。
- 世界遺産都市機構
- 京都都市圏自治体ネットワーク会議 - 1995年に参加し、事務局を担当する。
- イクレイ - 1996年に参加。
- 関西広域連合 - 2012年に参加。
- 世界気候エネルギー首長誓約 - 2019年に参加。
- 脱石炭国際連盟 - 2021年に参加。

## 所有施設
京都市の所有する200m2以上の常設の建物施設は1450件（倉庫を除く）。区役所、消防施設、保育所、幼稚園、小学校、中学校、高等学校、特別支援学校、京都市立芸術大学、図書館以外の主な施設は次の通り。

### 市民文化系施設
- 北文化会館
- 東部文化会館
- 右京ふれあい文化会館
- 西文化会館ウエスティ
- 呉竹文化センター
- 醍醐交流会館
- 久世ふれあいセンター
- 京都コンサートホール
- 円山公園音楽堂
- 京都芸術センター
- 矢代多目的ホール
- 京都市国際交流会館
- 大学のまち交流センター
- 市民活動総合センター
- 北いきいき市民活動センター
- 岡崎いきいき市民活動センター
- 左京東部いきいき市民活動センター
- 左京西部いきいき市民活動センター
- 中京いきいき市民活動センター
- 東山いきいき市民活動センター
- 下京いきいき市民活動センター
- 吉祥院いきいき市民活動センター
- 上鳥羽北部いきいき市民活動センター
- 上鳥羽南部いきいき市民活動センター
- 久世いきいき市民活動センター
- 醍醐いきいき市民活動センター
- 伏見いきいき市民活動センター
- 男女共同参画センター
- 北青少年活動センター
- 中京青少年活動センター
- 東山青少年活動センター
- 山科青少年活動センター
- 下京青少年活動センター
- 南青少年活動センター
- 伏見青少年活動センター
- 福祉ボランティアセンター
- 環境保全活動センター
- 景観・まちづくりセンター
- 元離宮二条城
- 無鄰菴
- 岩倉具視幽棲旧宅
- 旧木戸邸
- 祇園祭山鉾館
- 伏見桃山城

### 社会教育系施設
- 京都市美術館
- 京都市考古資料館
- 京都市歴史資料館
- 京都市動物園
- 文化財建造物保存技術研修センター
- 市民防災センター
- 京都市青少年科学センター
- 京都市学校歴史博物館
- ツラッティ千本
- 京都国際マンガミュージアム
- 柳原銀行記念資料館
- 竹の資料館
- 久我の杜生涯学習プラザ
- 生涯学習総合センター
- 生涯学習総合センター山科
- 労働学校
- ふれあいの杜「伏見学習室」

### スポーツ・レクリエーション系施設
- 西京極総合運動公園陸上競技場兼球技場
- 西京極総合運動公園補助競技場
- 西京極総合運動公園野球場
- 西京極総合運動公園プール
- 横大路体育館
- 宝が池公園運動施設球技場
- こども体育館
- 京都市体育館
- 左京地域体育館
- 中京地域体育館
- 東山地域体育館
- 山科地域体育館
- 下京地域体育館
- 吉祥院地域体育館
- 久世地域体育館
- 右京地域体育館
- 桂川地域体育館
- 醍醐地域体育館
- 伏見東部地域体育館
- 伏見北堀公園地域体育館
- 伏見北部地域体育館
- 黒田トレーニングホール
- 武道センター
- 市民スポーツ会館
- 百井青少年村
- 宇多野ユースホステル
- 日野野外活動施設
- 野外活動施設京北山国の家（廃止[34]）
- 静原キャンプ場
- やまごえ温水プール

### 公園
- 京都市横大路運動公園
- 伏見桃山城運動公園
- 岡崎公園
- 岩倉東公園
- 吉祥院公園
- 殿田公園
- 西院公園
- 小畑川中央公園
- 三栖公園
- 森林文化交流センター
- 宇津峡公園
- 京北森林公園
- 大宮交通公園
- 梅小路公園
- 宝が池公園子どもの楽園

### 産業系施設
- 京都市中央卸売市場第一市場
- 京都市中央卸売市場第二市場
- ラクト健康・文化館
- 京都市勧業館
- 京北地域特産物需要拡大センター
- 北部農業振興センター
- 西部農業振興センター
- 東部農業振興センター
- と畜場
- ラクト山科（ラクトＡ・ラクトＢ）
- 京都高度技術研究所
- 元船岡公設小売市場
- 元北野公設小売市場
- 元田中公設小売市場
- 元下鴨公設小売市場
- 元勧修公設小売市場
- 元七条公設小売市場
- 元花園公設小売市場
- 元嵯峨公設小売市場
- 元深草公設小売市場

### 学校教育系施設
- 総合教育センター
- 野外教育センター奥志摩みさきの家（廃止[34]）
- 野外活動施設花背山の家
- 教育相談総合センター
- 京都まなびの街 生き方探究館（元滋野中学校）
- 生涯学習部京北分室　京北ふれあいセンター
- 小野郷小学校元大森分校
- 元待賢小学校
- 元西陣小学校
- 元聚楽小学校
- 元八桝小学校
- 元別所小学校
- 元久多小学校
- 元堰源小学校
- 元新洞小学校
- 元教業小学校
- 元立誠小学校
- 元生祥小学校
- 元生祥幼稚園
- 元白川小学校
- 元今熊野小学校
- 元清水小学校
- 元有済小学校
- 元新道小学校
- 元月輪小学校
- 元有隣小学校
- 元格致小学校
- 元植柳小学校
- 元崇仁小学校
- 元安寧小学校
- 元陶化小学校
- 元山王小学校
- 元黒田小学校
- 元細野小学校
- 元宇津小学校
- 学校給食物資集配施設　学校給食物資集配センター

### 公衆浴場
- 楽只浴場
- 錦林浴場
- 養正浴場
- 壬生浴場
- 三条浴場
- 崇仁第一浴場
- 崇仁第二浴場（2023年3月31日廃止[35]）
- 崇仁第三浴場
- 久世浴場
- 辰巳浴場
- 改進浴場

### 保健福祉系施設
- 桃陽病院
- 西京保健センター
- 子ども保健医療相談・事故防止センター
- 衛生環境研究所
- 京都動物愛護センター
- 中央斎場
- 中央斎場分場
- 健康増進センター
- 北保健センター楽只分室
- 左京保健センター錦林分室
- 左京保健センター養正分室
- 中京保健センター壬生分室
- 東山保健センター三条分室
- 南保健センター吉祥院分室
- 南保健センター久世分室
- 伏見保健センター改進分室
- 伏見保健センター辰巳分室
- 下京保健センター崇仁分室
- 南保健センター山ノ本分室
- 長寿すこやかセンター
- 菊浜老人短期入所施設
- 東高瀬川老人短期入所施設
- 春日丘老人短期入所施設
- 柊野特別養護老人ホーム
- 小川特別養護老人ホーム
- 本能特別養護老人ホーム
- 修徳特別養護老人ホーム
- 東九条特別養護老人ホーム
- 久世特別養護老人ホーム
- 桂川特別養護老人ホーム
- 春日丘老人介護支援センター
- 老人保養センター
- 久多いきいきセンター
- 聴覚言語障害センター
- 桂川療護園
- 障害者支援施設大原野の杜
- 地域リハビリテーション推進センター
- 障害者スポーツセンター
- 障害者教養文化・体育会館
- こころの健康増進センター
- 朱雀工房
- 西大路工房
- 児童福祉センター
- 第二児童福祉センター
- 発達障害者支援センター
- 児童療育センター
- 児童福祉センター児童療育所
- ひとり親家庭支援センター
- 子育て支援総合センターこどもみらい館
- 福祉センター（旧京北町）
- 民間診療所建物 2件
- 民間社会福祉施設建物

### 老人デイサービスセンター
- 柊野老人デイサービスセンター
- 衣笠老人デイサービスセンター
- 鳳徳老人デイサービスセンター
- 成逸老人デイサービスセンター
- 上京老人デイサービスセンター
- 小川老人デイサービスセンター
- 仁和老人デイサービスセンター
- 出水老人デイサービスセンター
- 左京老人デイサービスセンター
- 高野老人デイサービスセンター
- 修学院老人デイサービスセンター
- 本能老人デイサービスセンター
- 御池老人デイサービスセンター
- 西ノ京老人デイサービスセンター
- 粟田老人デイサービスセンター
- 東山老人デイサービスセンター
- 日ノ岡老人デイサービスセンター
- 山科老人デイサービスセンター
- 百々老人デイサービスセンター
- 勧修老人デイサービスセンター
- 修徳老人デイサービスセンター
- 下京老人デイサービスセンター
- 島原老人デイサービスセンター
- 崇仁老人デイサービスセンター
- 陶化老人デイサービスセンター
- 東九条老人デイサービスセンター
- 吉祥院老人デイサービスセンター
- 久世西老人デイサービスセンター
- 久世老人デイサービスセンター
- 太秦老人デイサービスセンター
- 西院老人デイサービスセンター
- 葛野老人デイサービスセンター
- 御室老人デイサービスセンター
- 西京老人デイサービスセンター
- 桂川老人デイサービスセンター
- 伏見老人デイサービスセンター
- 東高瀬川老人デイサービスセンター
- 醍醐老人デイサービスセンター
- 春日丘老人デイサービスセンター

### 老人福祉センター
- 上京老人福祉センター
- 左京老人福祉センター
- 山科中央老人福祉センター
- 下京老人福祉センター
- 久世西老人福祉センター
- 右京中央老人福祉センター
- 西京老人福祉センター
- 洛西老人福祉センター
- 伏見老人福祉センター
- 醍醐老人福祉センター
- 北老人福祉センター
- 中京老人福祉センター
- 東山老人福祉センター
- 山科老人福祉センター
- 南老人福祉センター
- 右京老人福祉センター
- 淀老人福祉センター

### 地域包括支援センター
- 柊野地域包括支援センター
- 成逸地域包括支援センター
- 小川地域包括支援センター
- 仁和地域包括支援センター
- 高野地域包括支援センター
- 修学院地域包括支援センター
- 本能地域包括支援センター
- 御池地域包括支援センター
- 西ノ京地域包括支援センター
- 粟田地域包括支援センター
- 東山地域包括支援センター
- 日ノ岡地域包括支援センター
- 勧修地域包括支援センター
- 修徳地域包括支援センター
- 島原地域包括支援センター
- 下京東部地域包括支援センター
- 陶化地域包括支援センター
- 東九条地域包括支援センター
- 久世地域包括支援センター
- 西院地域包括支援センター
- 葛野地域包括支援センター
- 桂川地域包括支援センター
- 東高瀬川地域包括支援センター

### 障害福祉サービス事業所
- 紫野障害者授産所
- よしだ学園
- よしだ福祉工場
- 飛鳥井学園
- 西ノ京障害者授産所
- みぶ身体障害者福祉会館
- 山科身体障害者福祉会館
- やましな学園
- 山科障害者授産所
- 山科障害者デイサービスセンター
- 洛南身体障害者福祉会館
- 洛南障害者授産所
- うずまさ学園
- 太秦障害者デイサービスセンター
- 桂授産園
- 桂川障害者デイサービスセンター
- ふしみ学園
- 伏見障害者授産所
- 伏見障害者デイサービスセンター
- だいご学園
- 横大路学園
- 横大路福祉工場

### 児童館
- 上賀茂児童館
- 西賀茂児童館
- 大宮西野山児童館
- 紫竹児童館
- 楽只児童館
- 紫野児童館
- 上京児童館
- 室町児童館
- 吉田児童館
- 錦林児童館
- 白川児童館
- 北白川児童館
- 養正児童館
- 高野児童館
- 葵児童館
- 上高野児童館
- 修学院児童館
- 修学院第二児童館
- 松ケ崎児童館
- 市原野児童館
- 明徳児童館
- 岩倉南児童館
- じゅらく児童館
- 壬生児童館
- 円町児童館
- 朱雀第三児童館
- 御前児童館
- 新道児童館
- 清水児童館
- 今熊野児童館
- 山階児童館
- 山科児童館
- 花山児童館
- 西野児童館
- 四ノ宮児童館
- 大塚児童館
- 音羽児童館
- 小野児童館
- 勧修児童館
- 百々児童館
- 修徳児童館
- 七条第三児童館
- 崇仁児童館
- 唐橋児童館
- 山王児童館
- 祥豊児童館
- 洛陽児童館
- 吉祥院児童館
- 中唐戸児童館
- 山ノ本児童館
- 久世西児童館
- 久世児童館
- 太秦児童館
- 常磐野児童館
- 安井児童館
- 嵯峨野児童館
- 山ノ内児童館
- 西京極西児童館
- 西京極児童館
- 葛野児童館
- 梅津児童館
- 梅津北児童館
- 嵯峨児童館
- 嵯峨広沢児童館
- 御室児童館
- 西京児童館
- 桂川児童館
- 桂徳児童館
- 川岡東児童館
- 樫原児童館
- 嵐山東児童館
- 大枝児童館
- 境谷児童館
- 上里児童館
- 伏見板橋児童館
- 住吉児童館
- 南浜児童館
- 向島南児童館
- 藤城児童館
- 桃山東児童館
- 醍醐中央児童館
- 醍醐児童館
- 辰巳児童館
- 春日野児童館
- 深草児童館
- 藤森竹田児童館
- 横大路児童館
- 納所城之内児童館
- 神川児童館
- 久我の杜児童館
- 羽束師児童館
- 淀児童館
- 民間児童館建物

### 学童保育所
- 柏野学童保育所
- 翔鸞学童保育所
- 修学院学童保育所
- 三条学童保育所
- 一橋学童保育所
- 東和学童保育所
- 桂東学童保育所
- 向島学童保育所

### 行政系施設
- 南部区画整理事務所
- 北部みどり管理事務所
- 南部みどり管理事務所
- 北部土木事務所
- 左京土木事務所
- 東部土木事務所
- 南部土木事務所
- 西部土木事務所
- 京北・左京山間部土木事務所
- 西京土木事務所
- 伏見土木事務所
- サービス事業推進室
- 計量検査所
- 物品センター
- 岩倉証明書発行コーナー
- 嵯峨証明書発行コーナー
- 西院証明書発行コーナー
- 交響楽団練習場

### 環境施設
- 北部環境共生センター
- 南部環境共生センター
- 北部まち美化事務所
- 東部まち美化事務所
- 山科まち美化事務所
- 南部まち美化事務所
- 西部まち美化事務所
- 西京まち美化事務所
- 伏見まち美化事務所
- 生活環境美化センター
- 東北部クリーンセンター
- 北部クリーンセンター
- 南部クリーンセンター
- 東部山間埋立処分地
- 魚アラリサイクルセンター
- し尿前処理施設
- 北部資源リサイクルセンター
- 南部資源リサイクルセンター
- 北積替所
- 南積替所
- 上京リサイクルステーション
- 京都バイオサイクルプロジェクト実証実験施設
- 西部圧縮梱包施設

### 市営住宅
- 上賀茂市営住宅
- 楽只市営住宅
- 東天王町市営住宅
- 岡崎市営住宅
- 錦林市営住宅
- 田中宮市営住宅
- 養正市営住宅
- 高野市営住宅
- 山端北市営住宅
- 山端南市営住宅
- 三宅市営住宅
- 三宅第二市営住宅
- 壬生東市営住宅
- 二条市営住宅
- 三条市営住宅
- 山科市営住宅
- 東野市営住宅
- 鷹峯市営住宅
- 日ノ岡市営住宅
- 御陵市営住宅
- 音羽千本市営住宅
- 音羽市営住宅
- 大宅市営住宅
- 椥辻西市営住宅
- 椥辻市営住宅
- 西野山市営住宅
- 勧修寺第一市営住宅
- 勧修寺第二市営住宅
- 勧修寺北市営住宅
- 崇仁市営住宅
- 辰巳市営住宅
- 八条市営住宅
- 唐橋市営住宅
- 唐橋第二市営住宅
- 東松ノ木市営住宅
- 南烏丸市営住宅
- 南岩本市営住宅
- 東岩本市営住宅
- 岩本市営住宅
- 東九条市営住宅
- 高瀬川南市営住宅
- 上鳥羽口市営住宅
- 山ノ本市営住宅
- 久世市営住宅
- 久世南市営住宅
- 竹田市営住宅
- 蜂ケ丘市営住宅
- 葛野市営住宅
- 壬生市営住宅
- 西大路市営住宅
- 西京極市営住宅
- 嵯峨市営住宅
- 広沢市営住宅
- 大覚寺市営住宅
- 橋向市営住宅
- 川西市営住宅
- 樫原市営住宅
- 洛西東新林市営住宅
- 洛西北福西市営住宅
- 洛西南福西市営住宅
- 洛西東竹の里市営住宅
- 桃陵市営住宅
- 向島市営住宅
- 醍醐中山市営住宅
- 醍醐南市営住宅
- 醍醐中市営住宅
- 醍醐東市営住宅
- 醍醐西市営住宅
- 小栗栖市営住宅
- 石田東市営住宅
- 石田西市営住宅
- 大受市営住宅
- いわたの森市営住宅
- 越後屋敷市営住宅
- 深草市営住宅
- 深草第三市営住宅
- 七瀬川市営住宅
- 鈴塚市営住宅
- 桜島市営住宅
- 改進市営住宅
- 加賀屋敷市営住宅
- 泓ノ壺市営住宅
- 下鳥羽市営住宅
- 久我のもり市営住宅
- 鳥谷市営住宅
- 木津市営住宅
- 下津市営住宅
- 際目市営住宅

### 駐車場
- 円山駐車場
- 山科駅前駐車場
- 四条烏丸駐車場
- 醍醐駐車場
- 駅西駐車場
- 鴨東駐車場
- 出町駐車場
- 御池駐車場
- 東寺駅自転車等駐車場
- 西大路駅北自転車駐車場
- 太秦自転車等駐車場
- 西院自転車駐車場
- 西京極自転車駐車場
- 桂駅西口自転車駐車場
- 松尾大社駅自転車等駐車場
- 石田駅自転車等駐車場
- 西大路御池駅自転車等駐車場
- 山科駅自転車等駐車場
- 御陵駅北自転車等駐車場
- 小野駅自転車等駐車場
- 御陵駅南自転車駐輪場
- 桂川駅東自転車等駐車場
- 桂川駅西自転車等駐車場
- 嵯峨嵐山駅自転車駐車場
- 太秦天神川駅自転車等駐車場
- 桂駅東口自転車駐車場
- 桂駅南自転車駐車場
- 御射山自転車等駐車場
- 国際会館駅自転車駐車場
- 松ケ崎駅自転車駐車場
- 椥辻駅自転車駐車場
- 東野駅自転車駐車場
- 醍醐駅自転車駐車場

### その他
- 花ノ木町公舎（元本部長公舎）
- 鞍馬口警察職員住宅
- 祇園新橋寄付物件